# Església de Nostra Senyora de les Agulles (Montagut i Oix)
L'Església de Nostra Senyora de les Agulles és una església del municipi de Montagut i Oix (Garrotxa) inclosa en l'Inventari del Patrimoni Arquitectònic de Catalunya.

## Descripció
És un santuari marià situat al vessant meridional del Puig de Bassegoda, en un petit replà que domina la vall del Riu. És un temple del segle xii, d'una sola nau, allargat posteriorment per la banda de ponent, on hi ha actualment el campanar d'espadanya d'un ull, que s'alça descentrat a la banda septentrional del mur. Hi ha també la porta d'accés actual i una espitllera a sobre. La porta d'entrada primitiva, dovellada, és a migjorn. L'absis és semicircular amb una finestra de doble esqueixada al centre.

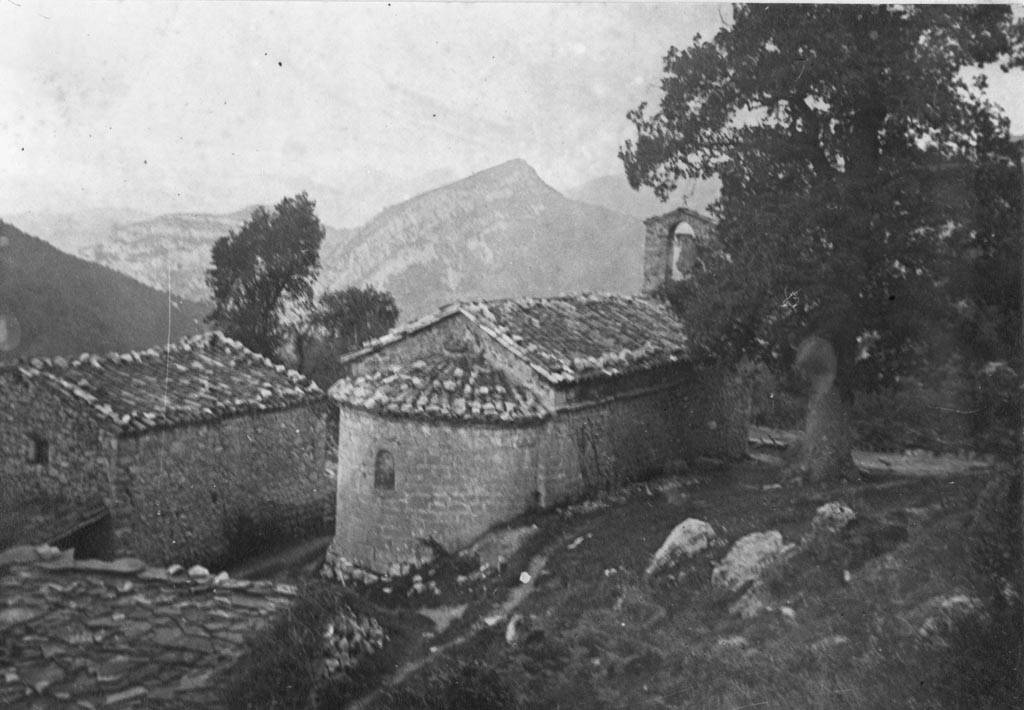
Església de les Agulles en una imatge d'entre 1890 i 1923

## Història
Poques són les notícies documentals que fan referència a l'esglesiona. Segons la tradició, en aquests paratges fou on un bou trobà la imatge de Santa Maria, traslladada més tard al monestir de Sous i després al santuari del Mont.
La primera notícia documental és d'una visita pastoral del bisbe Baltasar de Bastero l'any 1741 en la que s'esmenta: "…dit Censal a favor de cita Capella de Nra. Sra. de las agullas, per esser creat de diners dels foriscapis i te terras venudas que són a directa Señoria de dita Capella, com consta de la donació feta de ditas terras a favor de ella, qual se troba estada en los Capbreus fets, lo un als idus de maig de mil dos cents vint y dos, y lo altre lo any mil sinch cents quaranta…"